# Archibracon
Archibracon is een geslacht van insecten uit de orde vliesvleugeligen (Hymenoptera) en de familie schildwespen (Braconidae).

## Soorten
- A. aterrimus (Enderlein, 1920)
- A. atricauda (Enderlein, 1920)
- A. capensis (Cameron, 1905)
- A. curticornis Quicke, 1989
- A. deliberator (Szepligeti, 1905)
- A. dimaensis (Cameron, 1912)
- A. dubius (Bingham, 1902)
- A. elizabethae (Cameron, 1906)
- A. fasciatus (Szepligeti, 1914)
- A. fenestralis (Szepligeti, 1911)
- A. flaviceps (Brulle, 1846)
- A. flavimanus (Szepligeti, 1913)
- A. flavofasciatus (Cameron, 1906)
- A. fulvipes (Szepligeti, 1913)
- A. grangeri Quicke, 1989
- A. gutta (Enderlein, 1920)
- A. luteoflagellaris Quicke, 1989
- A. nigricephalus Quicke, 1989
- A. pulchricornis (Szepligeti, 1914)
- A. ruficeps (Szepligeti, 1914)
- A. servillei (Brulle, 1846)
- A. sigwalti Quicke, 1989
- A. silvestrii (Szepligeti, 1913)
- A. spilopterus (Cameron, 1905)
- A. szepligetii Brues, 1926
- A. voeltzkowi (Szepligeti, 1913)
- A. xanthocephalus (Szepligeti, 1914)
- A. zonatipennis Fahringer, 1931